# Volksentscheid in Gambia 1970
| Stimmenverteilung |
| ----------------- |
|                   |

Der Volksentscheid in Gambia 1970 (englisch 1970 Plebiscite) fand am 24. April 1970 statt. Einer Schätzung zufolge hatte Gambia 1970 eine Bevölkerung von 484.580 Einwohnern.
Kurz nach der Unabhängigkeit Gambias beabsichtigte 1965 die junge Regierung, sich ganz von Großbritannien zu lösen und Gambia in eine Präsidialrepublik umzuwandeln, die anstelle der britischen Königin einen gewählten Präsidenten als Staatsoberhaupt haben sollte. Für diese Verfassungsänderung war ein Volksentscheid notwendig, den die Regierung bei einem ersten Volksentscheid 1965 durchführen ließ. Dieser scheiterte aber knapp, so dass 1970 die Frage wiederholt wurde.
Von den geschätzten 135.000 zuvor registrierten Wählern wurden 120.606 gültige Stimmen abgegeben, damit lag die Wahlbeteiligung bei 89,34 Prozent. 70,45 Prozent der Wähler hatten sich für die neue Verfassung ausgesprochen, womit diesmal eine Zweidrittelmehrheit erreicht wurde und die Verfassung geändert werden konnte.

## Tabelle
Folgendes Wahlergebnis wurde veröffentlicht:
| Prozent | Stimmen | Entscheidung       |
| ------- | ------- | ------------------ |
| 70,45 % | 84.968  | „Yes“ – Zustimmung |
| 29,55 % | 35.638  | „No“ – Ablehnung   |